# ジェイアールバス関東館山支店
ジェイアールバス関東館山支店（ジェイアールバスかんとうたてやましてん）は、千葉県館山市北条にあるJRバス関東の営業所。

## 概要
- 温暖な観光地として知られる房総半島南端の観光路線を中心に担当する支店であるが、近年のモータリゼーション（車社会）や少子高齢化の進行により一般路線は利用者が減少傾向にあり、近年は館山を発着する東京湾アクアライン経由の高速バスがメインにシフトし、一般路線の比率が減少している状況である。当支店は関東地区の省営バスで初めて、全国の省営バス全体でも4番目に開設された営業所であり、ジェイアールバス関東の支店の中ではもっとも長い歴史を有する。
- 館山駅東口に隣接する形でJRバステック売店・JRバス待合室（券売機設置）、JRバス乗り場、構内駐車スペース、支店舎が配置されている。
- 2023年（令和5年）4月1日現在、28台（高速車16台、一般路線車8台、貸切登録車4台（小型車2台含む））が配置されている[1]。

## 沿革

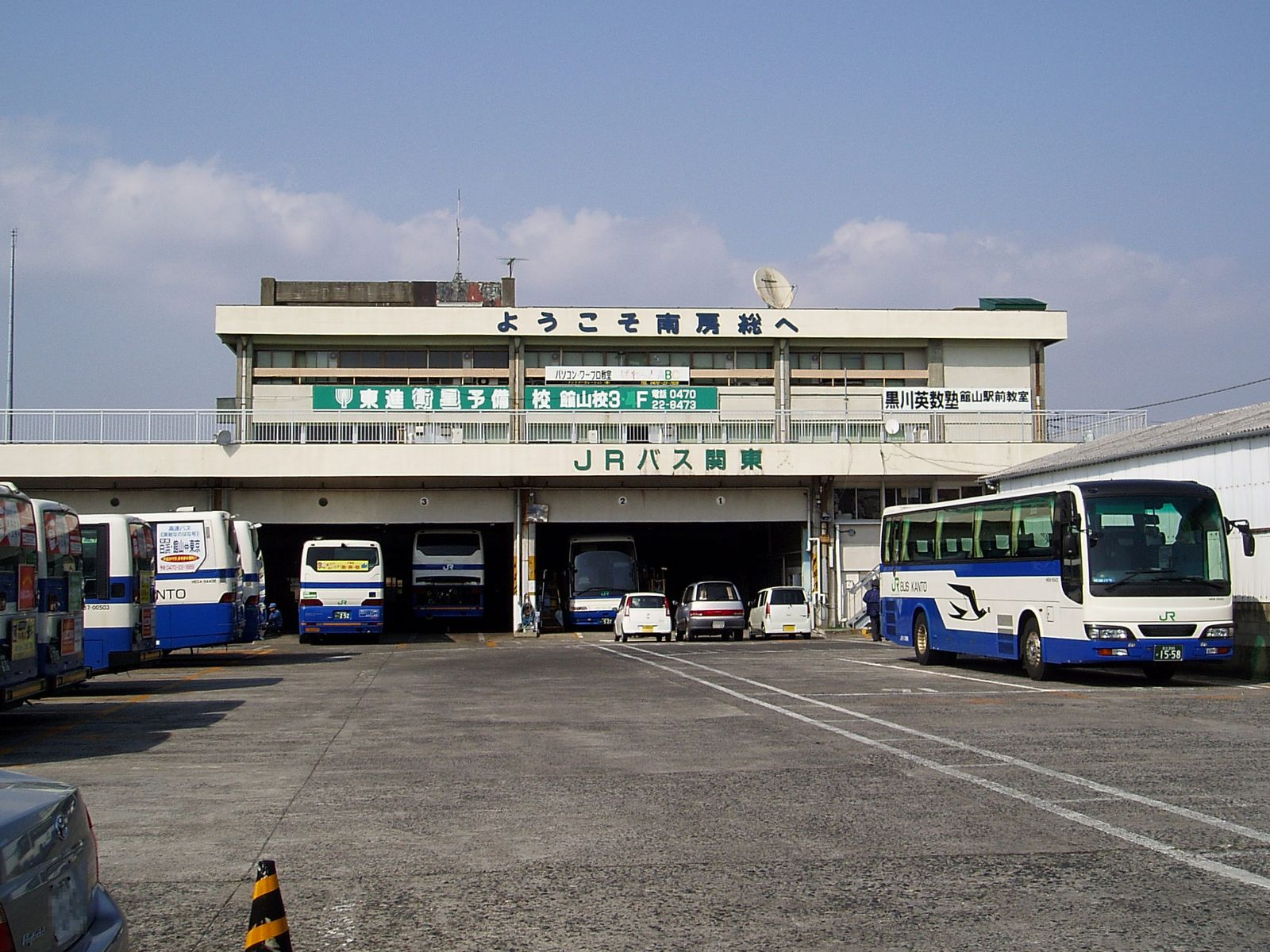
旧・操車場（2008年（平成20年）撮影）

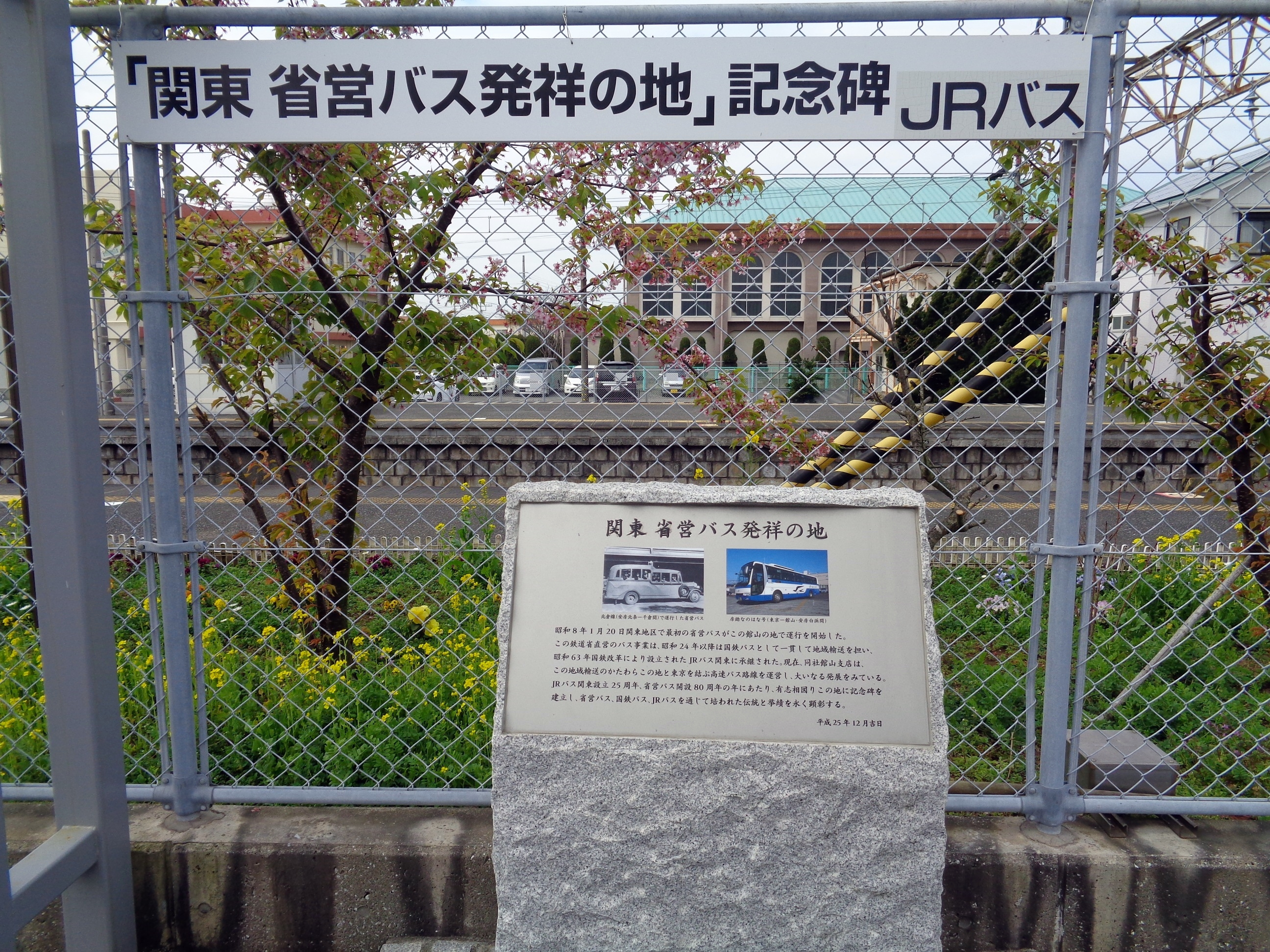
関東省営バス発祥の地記念碑（館山駅）

- 1933年（昭和8年）1月20日 - 北倉線運行開始に伴い、安房館山自動車所開設。
- 1936年（昭和11年）9月1日 - 自動車所を自動車区に改称。
- 1946年（昭和21年）3月1日 - 本館山自動車区安房白浜支区開設。
- 1959年（昭和34年）1月1日 - 北倉線を南房州本線に改称。
- 1970年（昭和45年）10月1日 - 定期観光バス「南房号」を運行開始。当初は館山駅 - 天津小湊（誕生寺）間の運行だった。他にも、急行フラワー号が館山駅 - 安房白浜駅間に運行。夏の海水浴シーズンには混雑していた。急行料金は不要で、実質快速バスである。トップドアのリクライニングシート車輌が、専用になっていた。(※国鉄番号で 531-****であった。)
- 1987年（昭和62年）4月1日 - 国鉄分割民営化に伴い、東日本旅客鉄道関東自動車事業部館山自動車営業所に改称。
- 1988年（昭和63年）4月1日 - バス部門分割子会社化により、ジェイアールバス関東館山営業所に改称。
- 1991年（平成3年）6月30日 - 外房急行線運行開始（日東交通（当時）と共同運行）。
- 1999年（平成11年）10月1日 - 会員制高速バス「房総なのはな号」を運行開始。翌年には定期化。（1997年（平成9年）には「サーフロード号」として運行した実績あり）
- 2000年（平成12年）4月1日 - 白浜町（当時）より委託を受け、白浜町内循環バス運行開始。
- 2000年（平成12年）6月3日 - 高速バス「房総なのはな号」を運行開始（定期路線への昇格）。
- 2002年（平成14年）
  - 4月1日 - 白浜町内循環バス廃止。
  - 6月1日 - 定期観光バス「南房号」廃止。
- 2005年（平成17年）
  - 4月1日 - 豊房線・千倉線・外房急行線廃止（現在、これらの路線は館山日東バスが代替運行）。これにより、安房白浜駅以東の路線は全廃。
  - 11月1日 - 安房白浜営業所を廃止。安房白浜駅の窓口業務のみジェイアールバステックへ委託の上存続。
- 2009年（平成21年）9月18日 - グリーン経営認証を取得（県下バス事業者で初の登録）。
- 2011年（平成23年）7月1日 - ジェイアールバス関東で初となる、高齢者の運転免許証返納者に対して運賃を半額にする「ノーカー・サポート優待証」制度を開始[2]。
- 2012年（平成24年）3月29日 - 新操車場竣工。併せて、敷地内に高速バス利用者専用駐車場を開設[3]。
- 2013年（平成25年）12月 - 敷地内に「関東 省営バス発祥の地」記念碑を建立。
- 2014年（平成26年）10月1日 - 高速バス「新宿なのはな号」を運行開始。
- 2017年（平成29年）
  - 4月1日 - 高速バス「新宿君津号」を運行開始。
  - 6月27日 - 安房白浜駅の新駅舎竣工。
  - 12月1日 - 洲の崎線で「おどや館山海岸店」・「渚の駅たてやま」へ乗り入れ開始[4][5][6]。
- 2019年（平成31年）
  - 4月1日 - 館山支店管内の路線バスにて片道通学定期券を発売開始。
- 2020年（令和2年）
  - 4月1日 - 洲の崎線・南房パラダイス系統を相の浜まで延伸[7]。
  - 10月23日・24日 - オープントップバスの試験運行を実施[8][9]。
  - 11月7日 - ボンネットバスによる「館山市ぐるっとボンネットバスの旅」を実施[10]。
- 2021年（令和3年）
  - 1月5日 - 館山市街地循環バスの実証運行を実施（3月5日まで）[11]。
  - 3月7日 - オープントップバス「めいぷるスカイ」を使用した館山駅発着の日帰りツアーを実施。当初は2月6日から実施予定だったが、新型コロナウイルス感染症による緊急事態宣言の影響で3月6日まで中止、4月11日まで延長された[12]。
  - 3月22日 - 洲の崎線でサイクルラックバスの運行を開始[13]。
  - 10月1日 - 館山市街地循環バスの実証運行を実施（2022年1月31日まで）[14]。
  - 12月4日 - オープントップバス「めいぷるスカイ」を使用した木更津駅発着の日帰りツアーを実施（12月18日までの毎週土曜日に催行）[15]。
- 2023年（令和5年）
  - 3月31日 - 車両整備工場を廃止[16]。
  - 5月31日 - 館山市街地循環バスの実証運行を終了。翌日からの本格運行は日東交通が運行受託する。
  - 9月25日 - この日をもって安房白浜駅のバス乗車券販売窓口の営業を終了。
  - 10月31日 - この日をもって館山駅前窓口を閉鎖。
- 2024年（令和6年）
  - 4月8日 - ダイヤ改正を実施。洲の崎線の平砂浦ビーチホテル～小沼～西岬小学校入口間と千里の風～相の浜間を廃止、「フラワー号」も廃止[17]。高速バス車両による路線バス運行も終了。
  - 6月30日 - 房州本線・洲の崎線のバス車内での回数券発売終了[18]
- 2025年（令和7年）
  - 4月1日 - 一般路線バスの運賃および房総なのはな号、新宿なのはな号の車内運賃の支払いにSuica導入[19]。

## 現在の担当路線

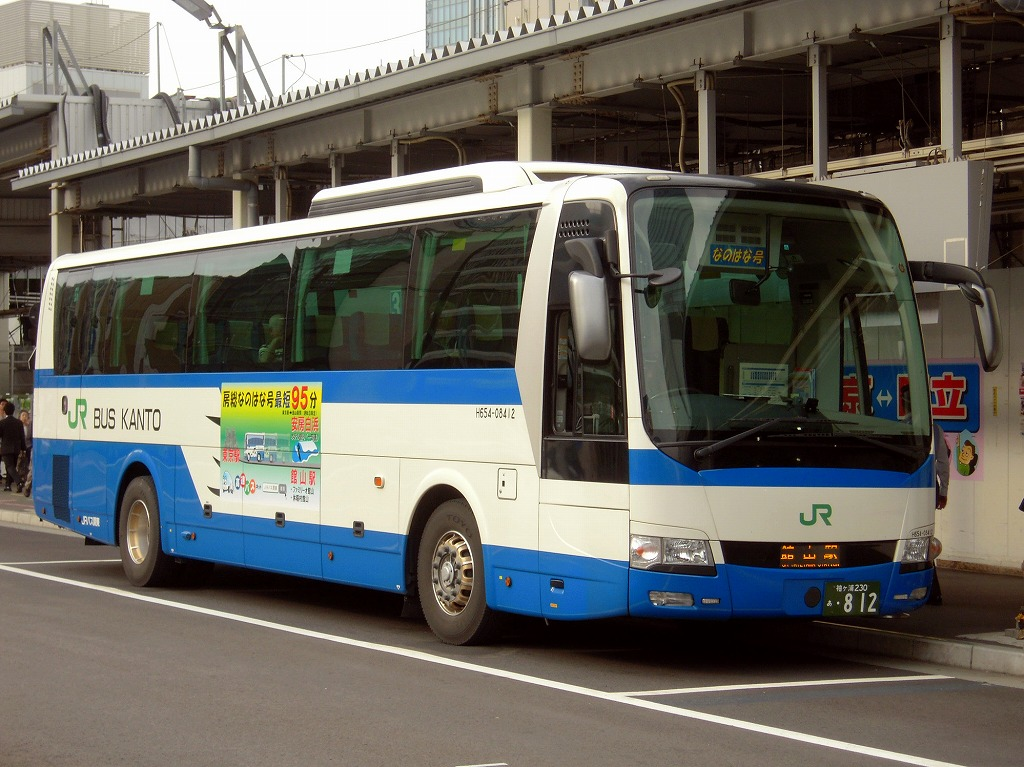
高速バス「房総なのはな号」
H654-08412

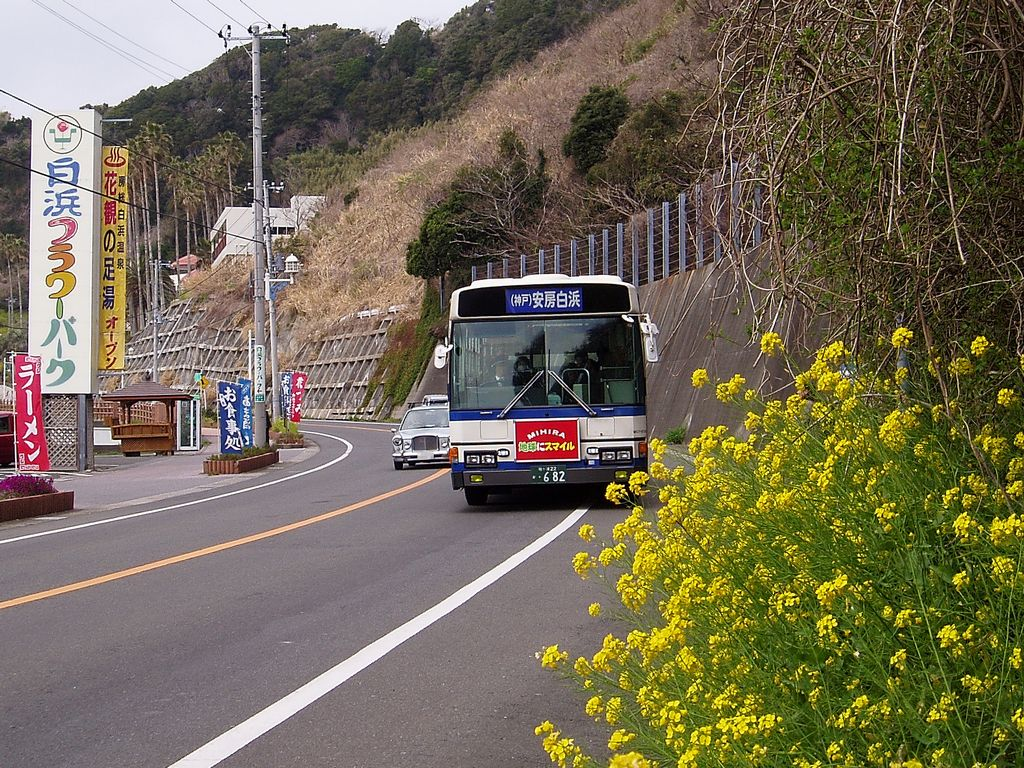
南房州本線（フラワーパーク〈2008年当時〉にて）
M537-97303

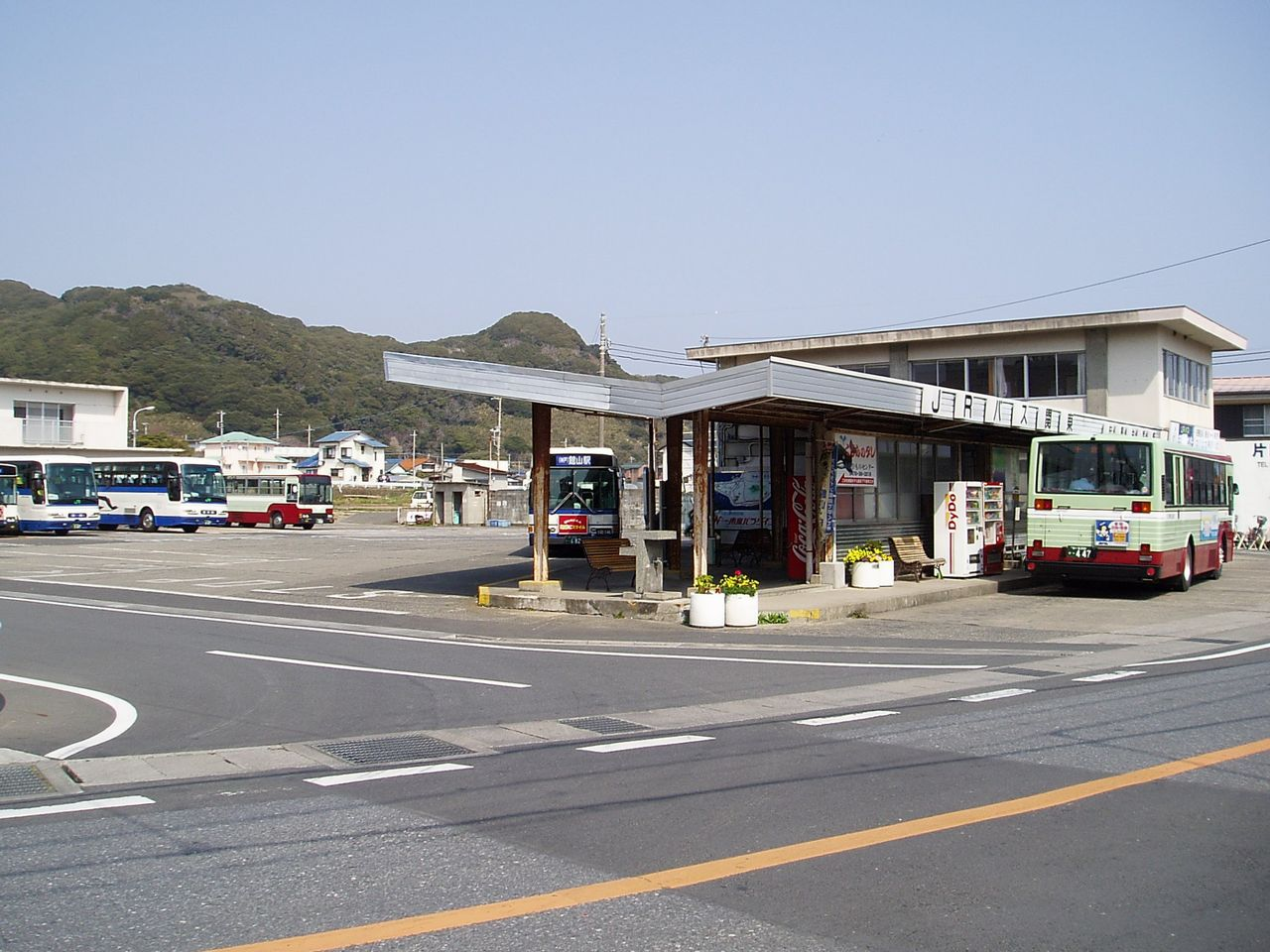
南房州本線（安房白浜駅）

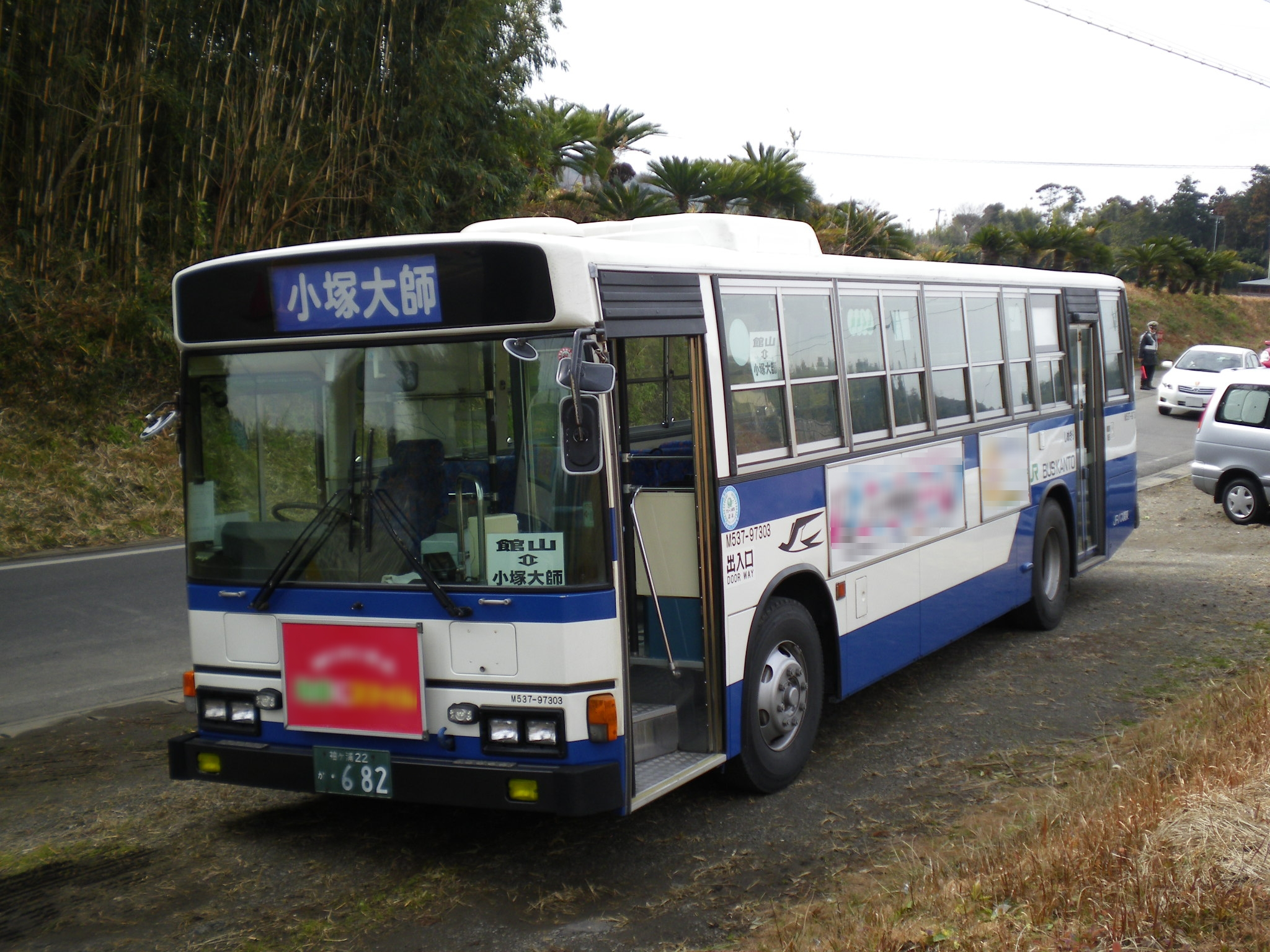
毎年1月21日に運行される小塚大師行き
M537-97303

### 高速バス
当支店常駐車両で運行するもののみ記述する。
- 房総なのはな号《日東交通と共同運行》
会員制高速バスとして運行されていたものが、2000年（平成12年）6月3日に定期運行が開始された。当初4往復で始まったものが、2021年（令和3年）現在、1日18往復にて運行されている。
- 新宿なのはな号《日東交通と共同運行》
2014年（平成26年）に運行が開始された。これまで不定期の臨時便で運行されていたものが、好評なことから1日8往復にて定期運行化された。
- 新宿ファンタジア号：バスタ新宿 - 東京ディズニーシー - 東京ディズニーランド《京成バスと共同運行》
2022年（令和4年）6月1日より運行に参入。

### 路線バス
好調な高速バスとは対照的に、路線バスは自家用車の増加などによる利用客離れで赤字の状況にあり、国・県・沿線自治体（館山市・南房総市）が赤字分を補助金で補填して運行を維持しているのが現状である。2011年（平成23年）2月には同支店と館山市の連名で沿線住民に対し、路線バスの利用を呼びかける文書での回覧を実施した。
その一方で意見交換会を開き、沿線住民から意見を募るなどして、買い物バスの運行を始めるなど利便性向上を図っている。全停留所に停留所ナンバリングが付されている。
同支店管内では運行区間毎に系統番号を設定し、同支店作成の路線図にも明記しているが、行先表示に明示はしていない。
南房州本線、洲の崎線ともJR東日本が発売する南房総フリー乗車券のフリーエリアに含まれていた。
南房州本線は学校の夏・冬・春休みの期間の平日においても土曜・日曜・祝日の時刻で運行する。
毎年、「館山湾花火大会」の開催にあわせて、花火終了後に南房州本線・洲の崎線に館山駅発臨時便を運行している。
南房州本線（館山駅 - 安房神戸 - 安房白浜駅）
- [1] 館山駅 - 上真倉 - 安房神戸 - 布良崎神社 - 白浜の屏風岩 - 安房白浜駅[25]
- [32] 館山駅 - 上真倉 - 安房神戸 - 東光寺前 - 布良崎神社 - 白浜の屏風岩 - 安房白浜駅
- [50] 安房白浜駅 - 安房自然村 - 小塚大師[26]
- [66] 小塚大師 - 上真倉 - 館山駅[26]
- [67] 小塚大師 - 安房神戸 - 館山駅[26]
- [68] 小塚大師 - 長尾橋 - 安房白浜[26]

洲の崎線（館山駅 - 坂田 - 伊戸 - 南房パラダイス - 千里の風）
- [6] 館山駅 - ファミリーオ館山 - 休暇村館山前 - 坂田 - 洲の崎灯台前 - 伊戸 - 南房パラダイス - 千里の風
- [14] 館山駅 - ファミリーオ館山 - 休暇村館山前 - 坂田 - 洲の崎灯台前 - 伊戸
- [52] 館山駅 - ファミリーオ館山 - 休暇村館山前 - 西岬小学校前 - 小沼 - 伊戸
- [53] 館山駅（ - 渚の駅たてやま） - ファミリーオ館山 - 休暇村館山前 - 西岬小学校前 - 坂田 - 伊戸
- [56] 館山駅 - ファミリーオ館山 - 休暇村館山前 - 坂田 - 洲の崎灯台前 - 伊戸漁港[25]
- [58] 館山駅 - ファミリーオ館山 - 休暇村館山前[25]
  - 2013年（平成25年）4月1日より、洲の崎線・安房白浜系統は2月・3月の土休日のみ運行に変更となった。その後情勢の変化によって南房パラダイス - 布良 - 安房白浜駅間が廃止されている。
  - 2024年（令和6年）4月8日より、洲の崎線の平砂浦ビーチホテル～小沼～西岬小学校入口間と千里の風～相の浜間を廃止、「フラワー号」も廃止[27]。

乗降方式
前乗り前降り・後払いとなっている。2025年4月1日より交通系ICカードに対応。

## 過去の路線
- 砂山線（館山駅 - 砂山 - 安房自然村） 東光寺前 - 安房神戸間は南房州本線に編入され存続。
- 豊房線（館山駅 - 豊房 - 安房白浜駅）[28]
- 千倉線（安房白浜駅 - 千倉駅）[28]
- 外房急行線「急行くろしお号」（安房白浜駅 - 亀田病院）[29]
- 定期観光バス「南房号」
- 定期観光バス「ポピー&ストロベリー号」（季節運行）
- 白浜町内循環バス（安房白浜駅 - 乙浜 - 野島埼灯台 - フラワーパーク - 安房白浜駅）
- ドリーム松山号（東京駅 - 松山駅）[30]
- 東京 - 吉川・松伏線
- 新宿君津号
- 館山市街地循環バス（実証運行）

## 車両
現在運用されている一般路線車両はすべて低床車両であり、2021年11月に全車低床化を完了した。
観光地の路線ということもあり、国鉄時代は座席定員の多いトップドア車がほとんどであった。JR化後は前後扉か前中扉の路線車が主体となっているが、前述の通り前乗り前降りで運用されていることから、後扉または中扉は基本的に締切扱いになっている。ツーステップ車は観光地ということで2人掛けシートが主体の仕様で導入されてきたが、ワンステップ・ノンステップの低床車両は一般的な仕様の内装となっている。
当地区では日野車体（日野車体の前身帝国車体時代から採用）を架装したいすゞ車という、国鉄では多数導入されていたがバス全体から見れば珍しい車両も在籍していた。1993年（平成5年） - 翌1994年（平成6年）にかけては、同社で唯一（当時）となる三菱ふそう・エアロスターも導入された（現在は廃車）。2021年までは日野・ブルーリボンが主力となっていたが、2020年から2021年にかけて国際興業バスからいすゞ・エルガの中古導入が行われ、現在はブルーリボンシティとエアロスターがそれぞれ1台ずついる他はエルガとなっており、いすゞの割合が高い。
中古車は2002年頃から都営バス・横浜市営バス・京浜急行バス・東急バスなどの車両を購入の上使用しているが、短期間で代替されている。それらの中古車両が全廃されて以降は中古車両の配置が途切れたが、2020年から横浜市営バスからのエアロスターと国際興業バスからのエルガが配置されており、このうちエルガは順調に台数を増やし主力車種となった。JRバス関東の支店の記述でも触れているように、車両購入の決定権が支店にあるため、このようなことも支店レベルの決議事項で行うことが可能であることを示す実例である。
現在運用についている車両は全て大型車である。中型車を購入していた時期もあったが、2009年（平成21年）に全車廃車となり、在籍していない。中型車は2000年から2002年まで運行された白浜町内循環バスにも使用された。
高速車は2013年（平成25年）より2020年（令和2年）までにトイレ付き44席仕様のハイデッカー車の日野・セレガと三菱ふそう・エアロエースに置き換えられた。東京支店の乗務員も房総なのはな号では館山支店の車両に乗務することから、通し乗務になっている吉川・松伏号へも当支店の車両が使用される。2013年（平成25年）12月11日から2014年（平成26年）2月17日まで東京支店所属の復刻デザインバス「赤つばめ」も房総なのはな号で運行した。
2020年に白河支店より三菱ふそう・ローザのボンネットバスが転入、11月に「館山市ぐるっとボンネットバスの旅」に使用された。この車両を用いて2021年（令和3年）1月から3月まで館山市内で市街地循環バスの実証運行が行われた。令和3年度も再び市街地循環バスの実証運行が実施される。今回は日東交通と北エリア、南エリアを8の字に巡回する。
2021年3月7日から4月11日まで中国JRバスより三菱ふそう・エアロキングのオープントップバス「めいぷるスカイ」を借り受け、同車を使用した館山駅発着の日帰りツアーに起用された。JRバス関東におけるめいぷるスカイの運行は2020年秋の西那須野支店に続き2例目となる。これに先立って2020年10月23日・24日に同車を借り入れて関係者向けの試験運行が行われ、日の丸自動車興業のオープントップバス「スカイバス東京」を伴って運行された。めいぷるスカイは2021年12月に再び館山支店に転入、木更津駅から東京湾アクアラインの海ほたるパーキングエリアを往復するツアーや南房総を巡るツアーに用いられ、2022年3月に中央道支店へ転出した。
一般路線バス南房州本線と洲の崎線では、車両の前面に自転車を積載できる自転車ラックバスを、現在5両運行している。1両に自転車2台まで搭載可能である（有料）。

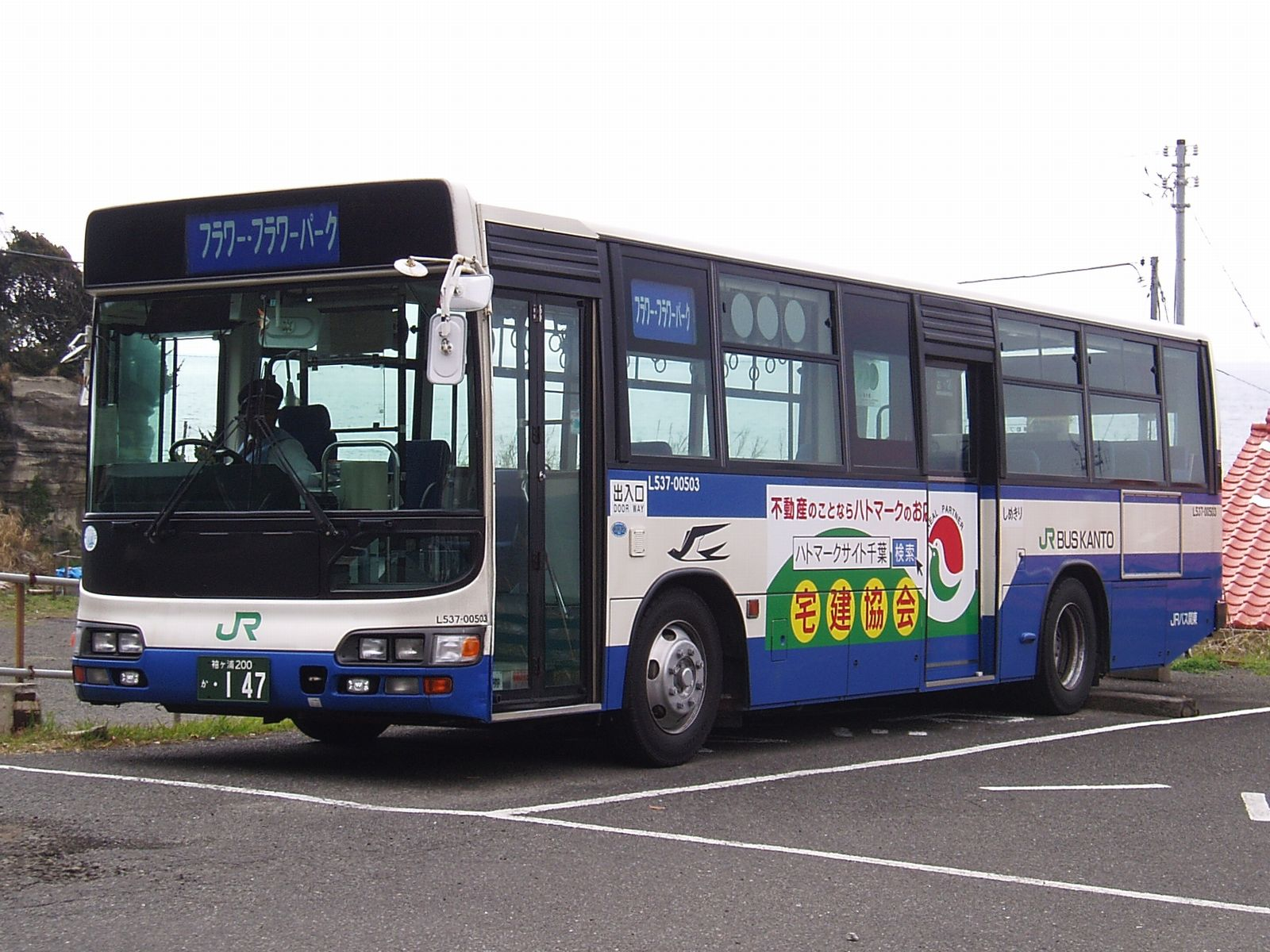
路線車の例 L537-00503
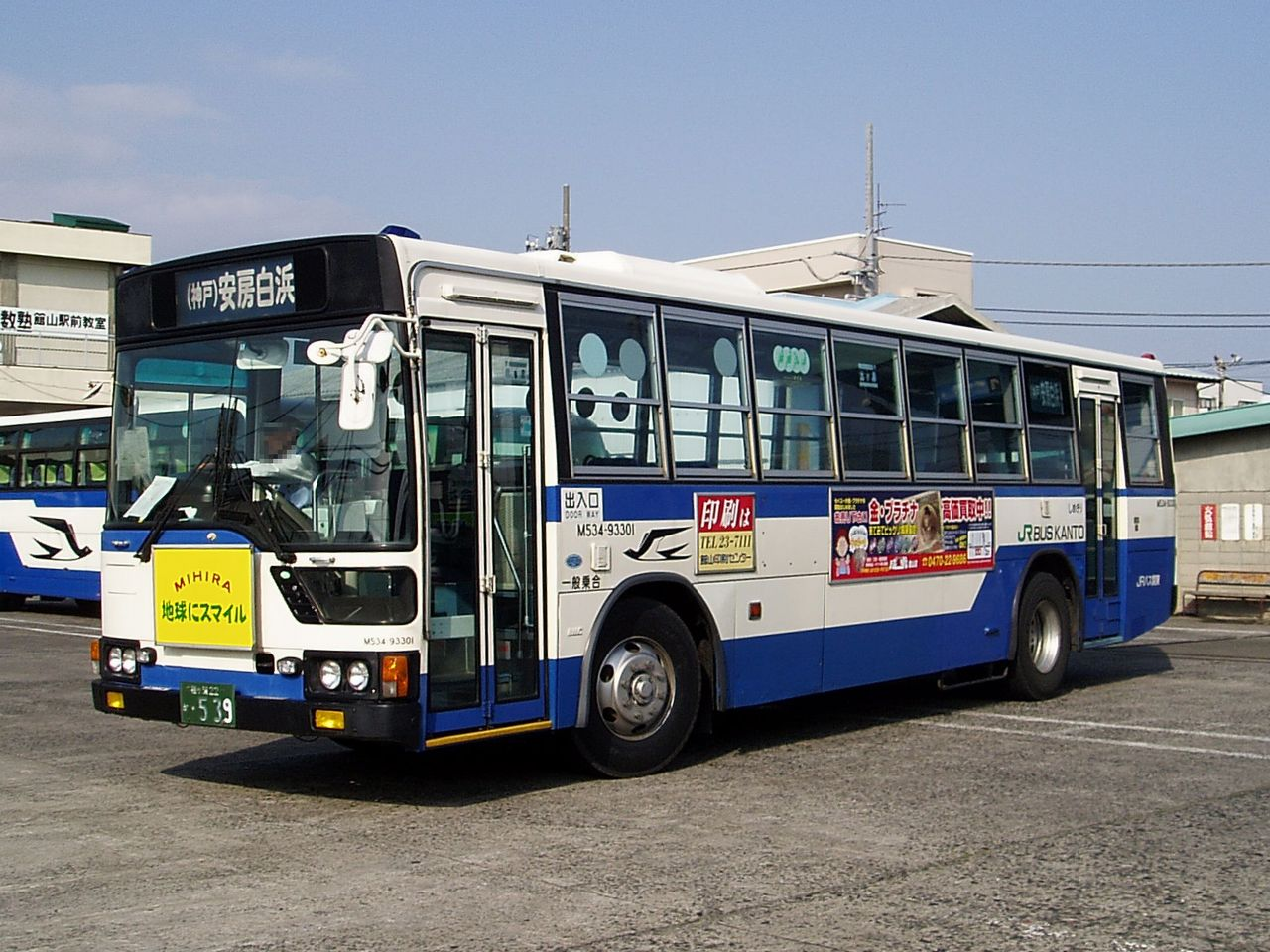
当支店では希少な三菱路線車 M534-93301 （廃車済）
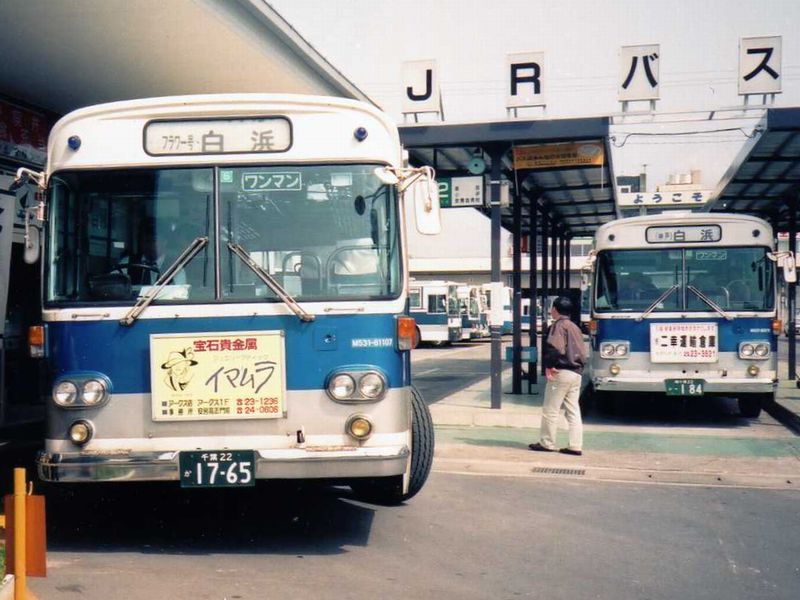
（左）かつて多く在籍していた日野車体のいすゞ車 M531-81107
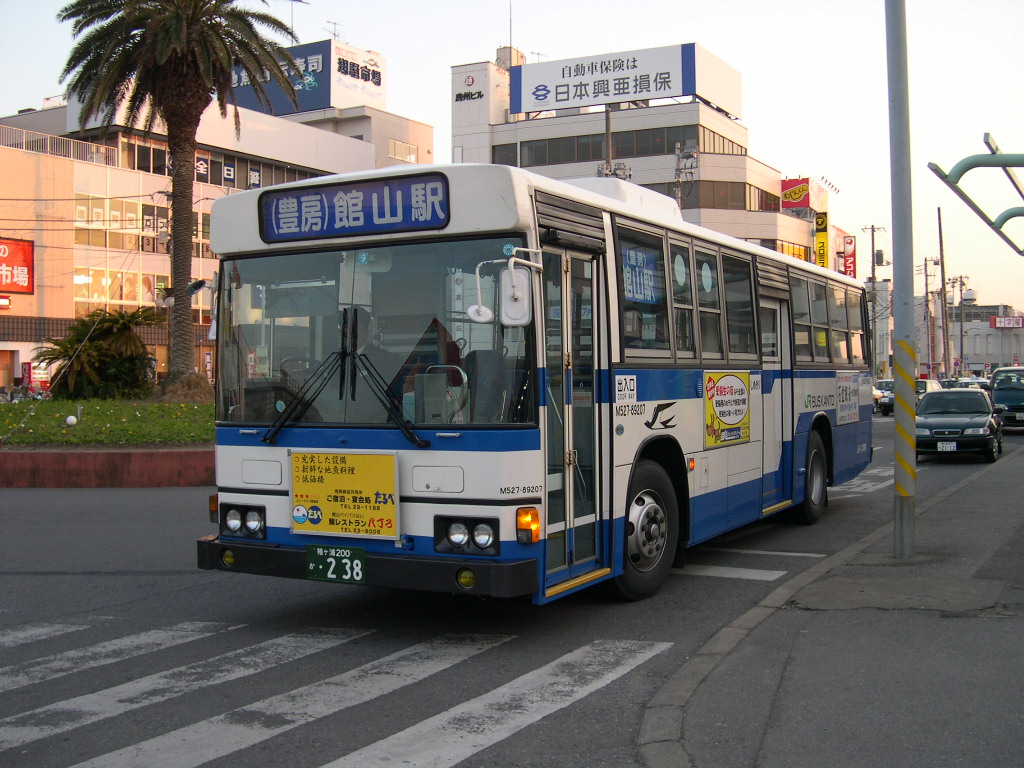
中古導入車の例 M527-89207 （廃車済）
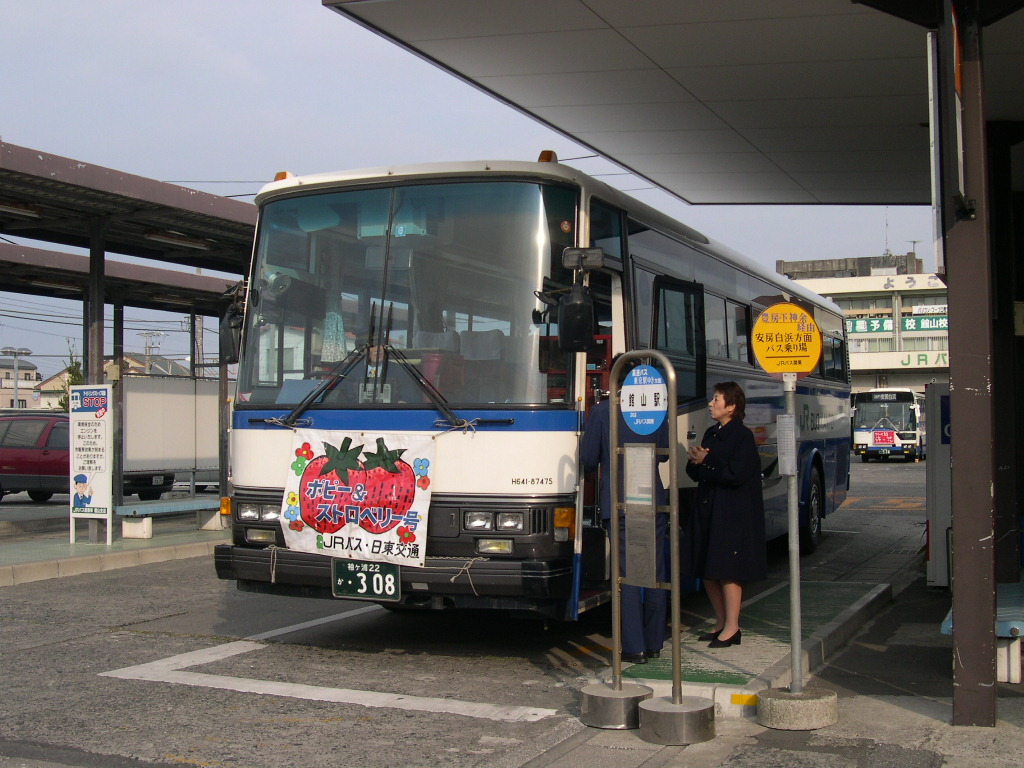
貸切車の例 H641-87475 （廃車済）
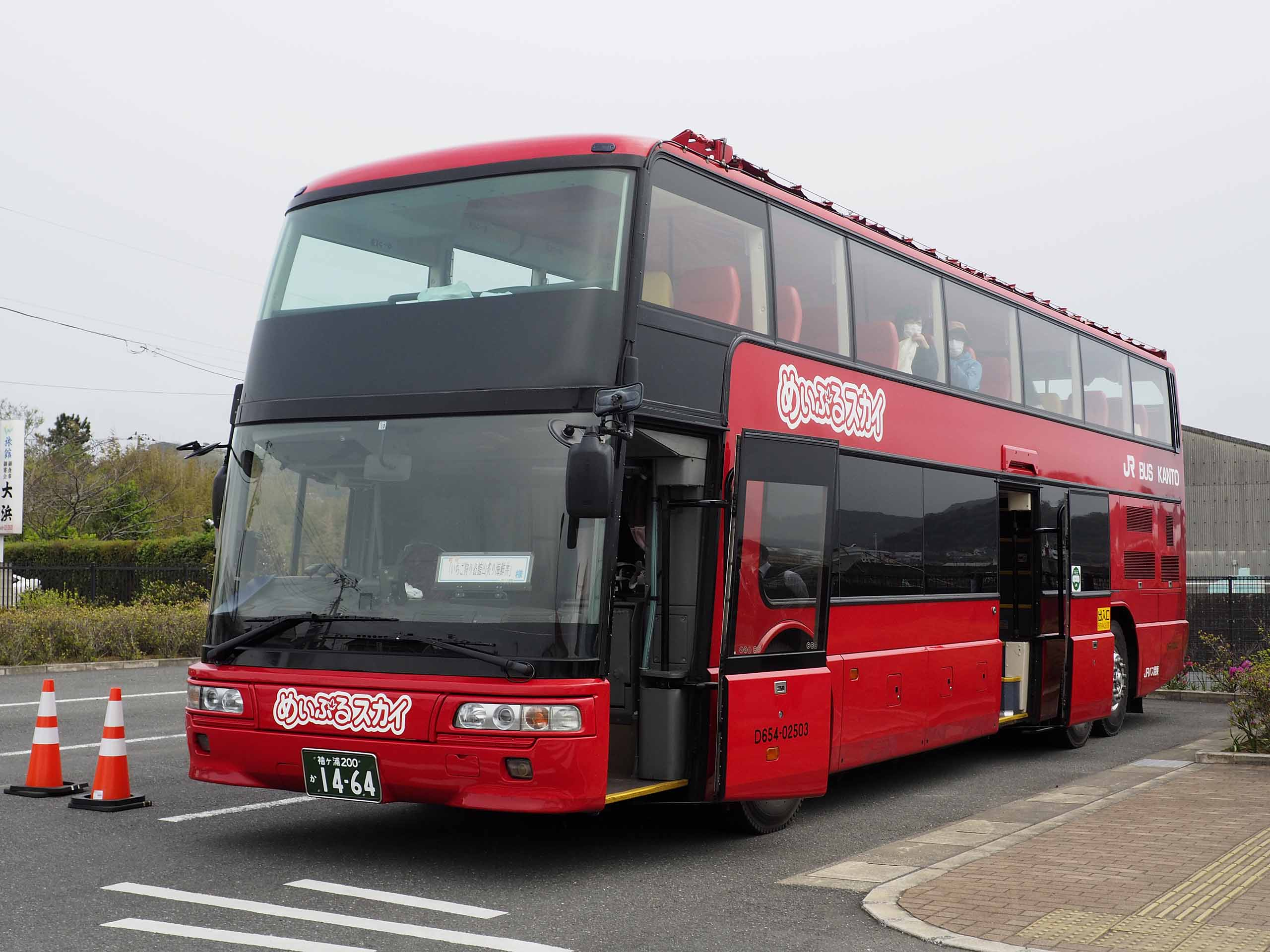
2021年に運行されたオープントップバス「めいぷるスカイ」 D654-02503

## 付帯事業
- 館山駅駅舎に隣接した時間貸駐車場（35台）[38] を当支店の直営で営業している。